# Oroszvölgy
Oroszvölgy (ukránul Руська Долина [Ruszka Dolina], oroszul Русская Долина [Russzkaja Dolina]) falu Ukrájnában, Kárpátalján, a Beregszászi járásban.

## Fekvése
Nagyszőlőstől 9 km-re nyugatra fekszik.

## Története
A 20. században betelepített ukrán-ruszin falu, mely magyar falvak közé ékelődik. A település a trianoni békeszerződésig Ugocsa vármegye Tiszáninneni járásához tartozott.

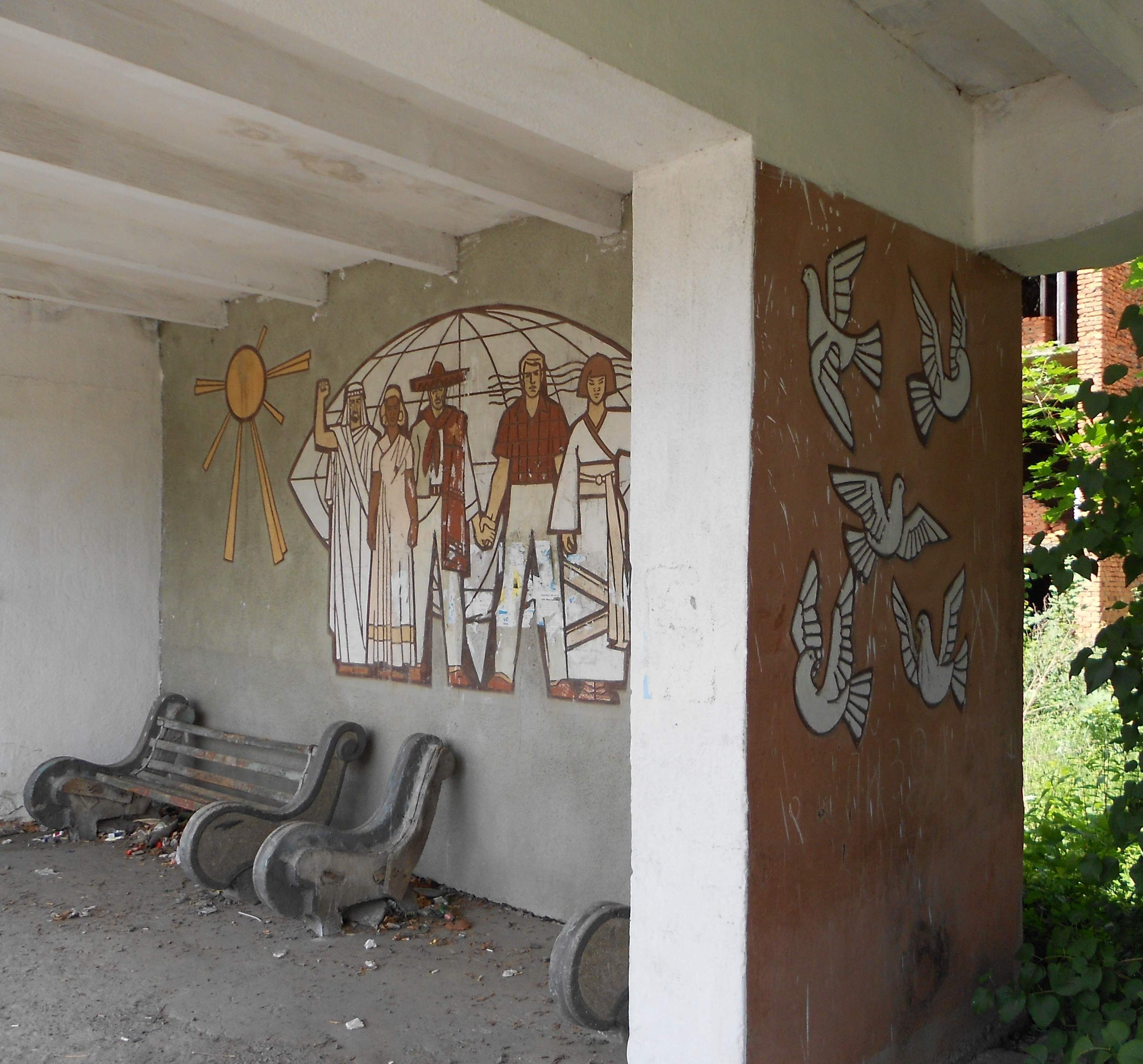
Buszmegálló

Ortodox fatemploma a 14. században épült Bukovinában, innen a 19. században az ökörmezői járásba hozták át, majd 1929-óta áll mai helyén. 
2020-ig Mátyfalvához tartozott.